# Renal Ganeev
Renal Ramilevič Ganeev (in russo Ренал Рамилевич Ганеев?; Ufa, 13 gennaio 1985) è uno schermidore russo, vincitore di una medaglia di bronzo nella scherma ai giochi olimpici.

## Palmarès
- Giochi Olimpici:

Atene 2004: bronzo nel fioretto a squadre.
- Mondiali

Antalia 2009: bronzo nel fioretto a squadre.
Mosca 2015: argento nel fioretto a squadre.
- Europei

Copenaghen 2004: oro nel fioretto a squadre e argento nel fioretto individuale.
Gand 2007: argento nel fioretto a squadre.
Plovdiv 2009: argento nel fioretto a squadre.
Lipsia 2010: argento nel fioretto a squadre e bronzo nel fioretto individuale.
Sheffield 2011: bronzo nel fioretto a squadre.
Strasburgo 2014: bronzo nel fioretto a squadre.
Montreux 2015: argento nel fioretto a squadre.